# Râul Chiojdul Mic
Râul Chiojdul Mic este un curs de apă din județul Prahova, unul din cele două brațe care formează râul Chiojdul. 

## Hărți
- Harta Județului Prahova